# Pleurothallis ruscifolia
Pleurothallis ruscifolia är en orkidéart som först beskrevs av Nikolaus Joseph von Jacquin, och fick sitt nu gällande namn av Robert Brown. Pleurothallis ruscifolia ingår i släktet Pleurothallis och familjen orkidéer. Inga underarter finns listade i Catalogue of Life.

## Bildgalleri

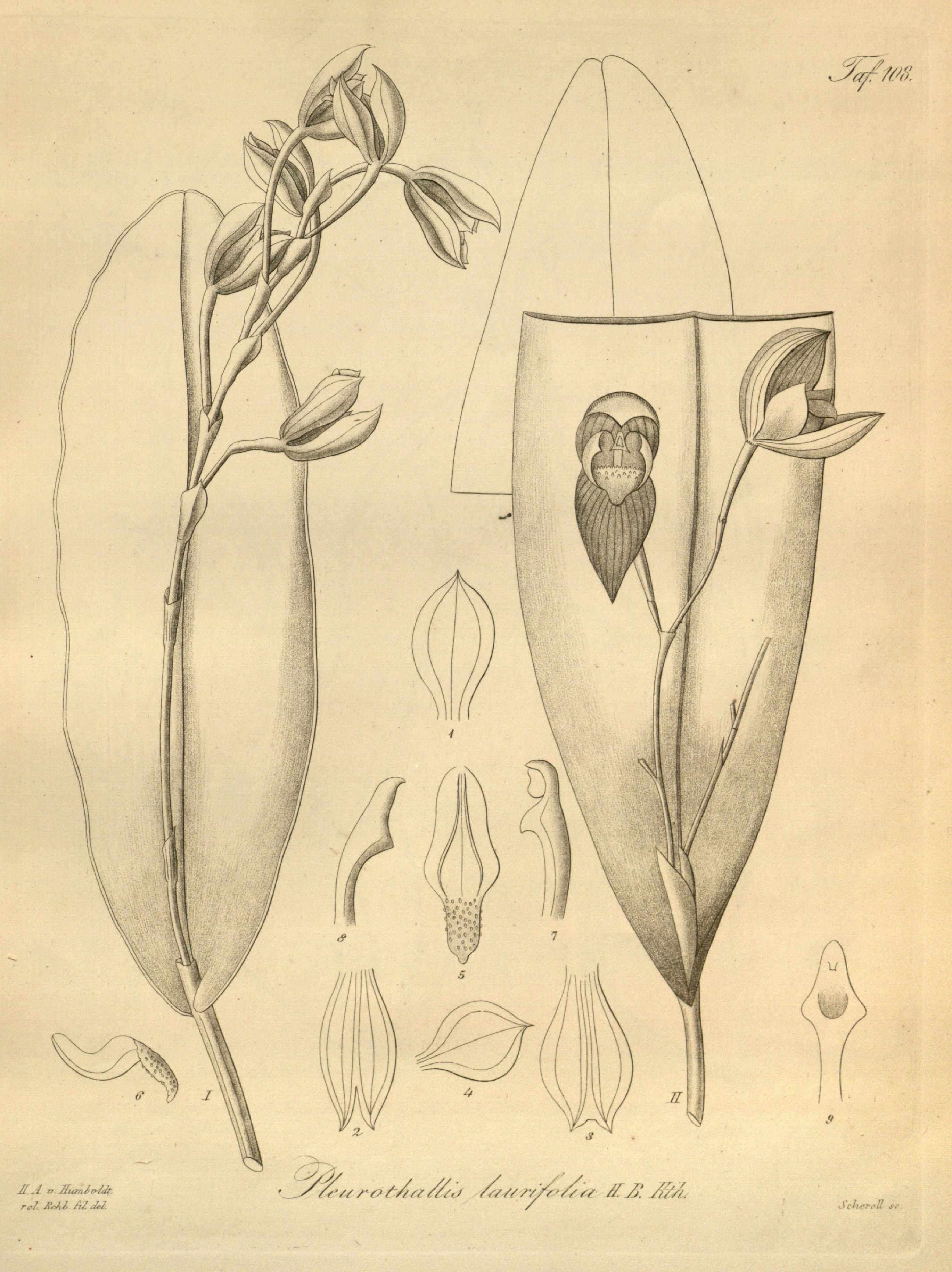